# Civilization: Beyond Earth
Civilization: Beyond Earth är ett turordningsbaserat 4X-datorspel, utvecklat av Firaxis Games och utgivet av 2K Games och släpptes den 24 oktober 2014 till Windows-system.
 Sedan dess har också OS X- och Linux-versioner också släppts. Det är en del av Civilization-serien, och en andlig uppföljare till Alpha Centauri från 1999. Spelet har fått ett expansionspaket, Rising Tide. Sid Meier's Starships knyter samman sin berättelse med berättelsen i Beyond Earth.

## Handling
Spelet utspelar sig några hundra år framåt i tiden där en följd av händelser som kallas The Great Mistake (det stora misstaget) har gjort Jorden till en mycket dålig plats. Trots att utvecklarna har internt skrivit exakt vad dessa händelser är lämnas enbart vaga ledtrådar kring vad som kan ha hänt, och låter spelarens fantasi fylla i det som fattas. Jordens tillstånd tvingar människan  att utforska rymden efter en ny planet att bosätta sig på, vilket är det som sker i spelets början.

## Enheter och strid
Det finns ett antal enheter i strid. De flesta av dessa har en alienmotsvarighet. Den första enheten är Explorer, en enhet som det hörs på namnet är gjord för att utforska. Den har ingen alienmotsvarighet. Enheten kan slåss, men är inte särskilt stark. En starkare enhet är Soldier, vars alienmotsvarighet är Wolf Beetle. Denna enhet kan enklare besegra fientliga enheter. Vissa enheter är så kallade "Ranged units", som kan skada fiender på ett stort avstånd. Arbetarenheten kan inte slåss, men kan istället bygga så kallade Improvements. Havsenheterna är inte lika många. Den första vattengående enheten är en så kallad Gunboat, som har en Ranged attack. Dess alienmotsvarighet är Sea Dragon. 

### Spelbara civilisationer
Man kan spela som ett antal olika personer och länder i spelet:
- Samatar Jama Barre (the Peoples African Union)[6]
- CEO Susanne Fielding (ARC, American Reclamation Corporation)[6]
- Daoming Sochua (Pan-Asian Cooperative)[6]
- Élodie (Franco-Iberia)[6]
- Vadim Kozlov (Slavic Federation)[6]
- Hutama (Polystralia)[6]
- Reinjaldo de Alencar (Brasilia)[6]
- Kavitha Thakur (Kavithan Protectorate)[6]

### Fotnoter
1. ↑  Jon Fingas (4 juli 2014). ”Civilization: Beyond Earth ships October 24th with maps based on real planets”. Engadget. http://www.engadget.com/2014/07/03/civilization-beyond-earth-arrives-october-24th/. Läst 28 oktober 2014.
2. ↑  John-Michael John (27 augusti 2014). ”Civilization: Beyond Earth for Mac has been postponed indefinitely”. TUAW. Arkiverad från originalet den 27 oktober 2014. https://web.archive.org/web/20141027133127/http://www.tuaw.com/2014/08/27/civilization-beyond-earth-for-mac-has-been-postponed-indefinite. Läst 28 oktober 2014.
3. ↑  Kyle Orland (12 april 2014). ”Firaxis takes Civilization to the stars with Beyond Earth announcement”. Arstechnica. http://arstechnica.com/gaming/2014/04/firaxis-takes-civilization-to-the-star-with-beyond-earth-announcement/. Läst 28 oktober 2014.
4. ↑  Yin-Poole Wesley (12 april 2014). ”Firaxis announces Sid Meier's Civilization: Beyond Earth”. Eurogamer. http://www.eurogamer.net/articles/2014-04-12-firaxis-announces-sid-meiers-civilization-beyond-earth. Läst 12 april 2014.
5. ↑  Dave Tach (12 april 2014). ”Sid Meier's Civilization: Beyond Earth will take humanity to space this fall”. Polygon. http://www.polygon.com/2014/4/12/5600008/civilization-beyond-earth-trailer-screenshots-announcement-sid-meier. Läst 12 april 2014.
6. 1 2 3 4 5 6 7 8 9 10 11  
  Firaxis Games.
  Sid Meiers Civilisation: Beyond Earth.